# Zuidpoolstation Amundsen-Scott
Het Zuidpoolstation Amundsen-Scott (Engels: Amundsen-Scott South Pole Station) is een Amerikaans poolstation, gelegen bij de zuidpool op Antarctica. Het station is vernoemd naar Roald Amundsen en Robert Falcon Scott, die in 1911 en in 1912 als eersten de zuidpool bereikten. Amundsen-Scott ligt op een hoogte van 2835 meter, de ijslaag is hier 2850 meter dik.

## Bevolking

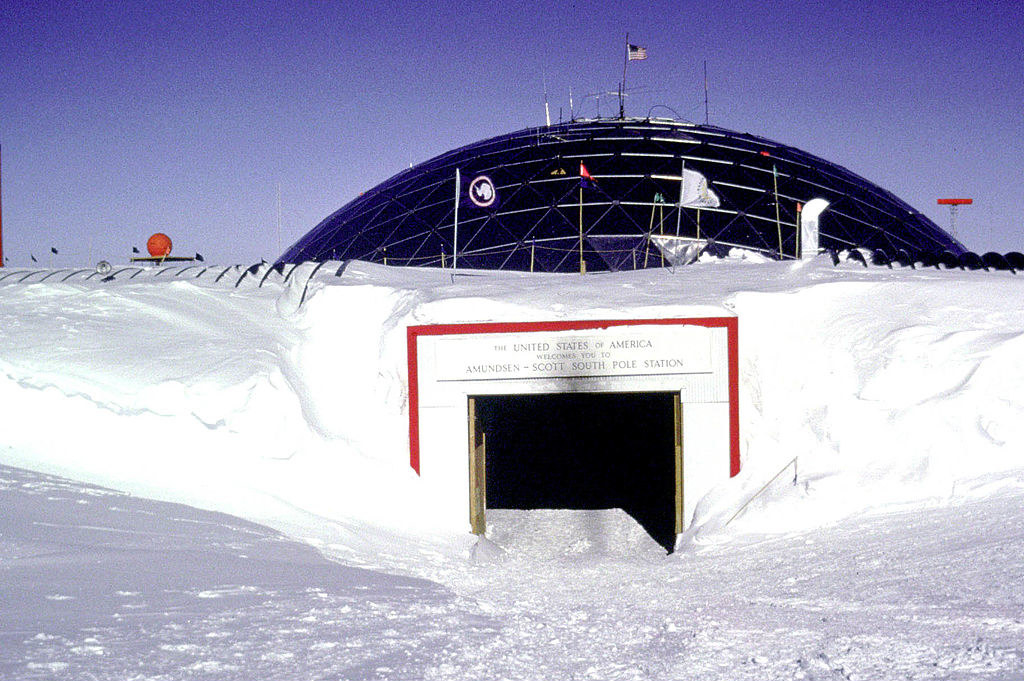
De half onder sneeuw en ijs bedolven Dome werd in 2010 afgebroken

Sinds de bouw van het eerste station in 1956 is de plek continu bewoond geweest. In de zomer verblijven er rond de 200 mensen, van februari tot oktober overwinteren circa 50 mensen in het station. In deze wintermaanden is het station volledig geïsoleerd van de buitenwereld. De rest van het jaar zijn er een aantal vluchten met een LC-130 Hercules naar het vliegveld, de Jack F. Paulus Skiway, om het station te bevoorraden. In 1975 is een nieuw station gebouwd; de Dome, een koepel met een diameter van 50 meter en een hoogte van 16 meter. Daarna zijn de originele gebouwen uit 1956 gesloten. Dit oude station is onder de sneeuw bedolven geraakt en gedeeltelijk ingestort. In 2003 is bij de Dome een nieuw station gebouwd dat in tegenstelling tot de Dome op pilaren staat. Zo kan het niet onder de sneeuw bedolven worden en ´meegroeien´ naarmate de ijslaag groeit. Dit station is in 2007 in gebruik genomen en heeft ook een groot psychologisch voordeel ten opzichte van de Dome: het heeft ramen. Nadat het nieuwe station in gebruik is genomen is de Dome in onbruik geraakt. In het zomerseizoen van 2009-2010 is de Dome uiteindelijk afgebroken.

## Onderzoek

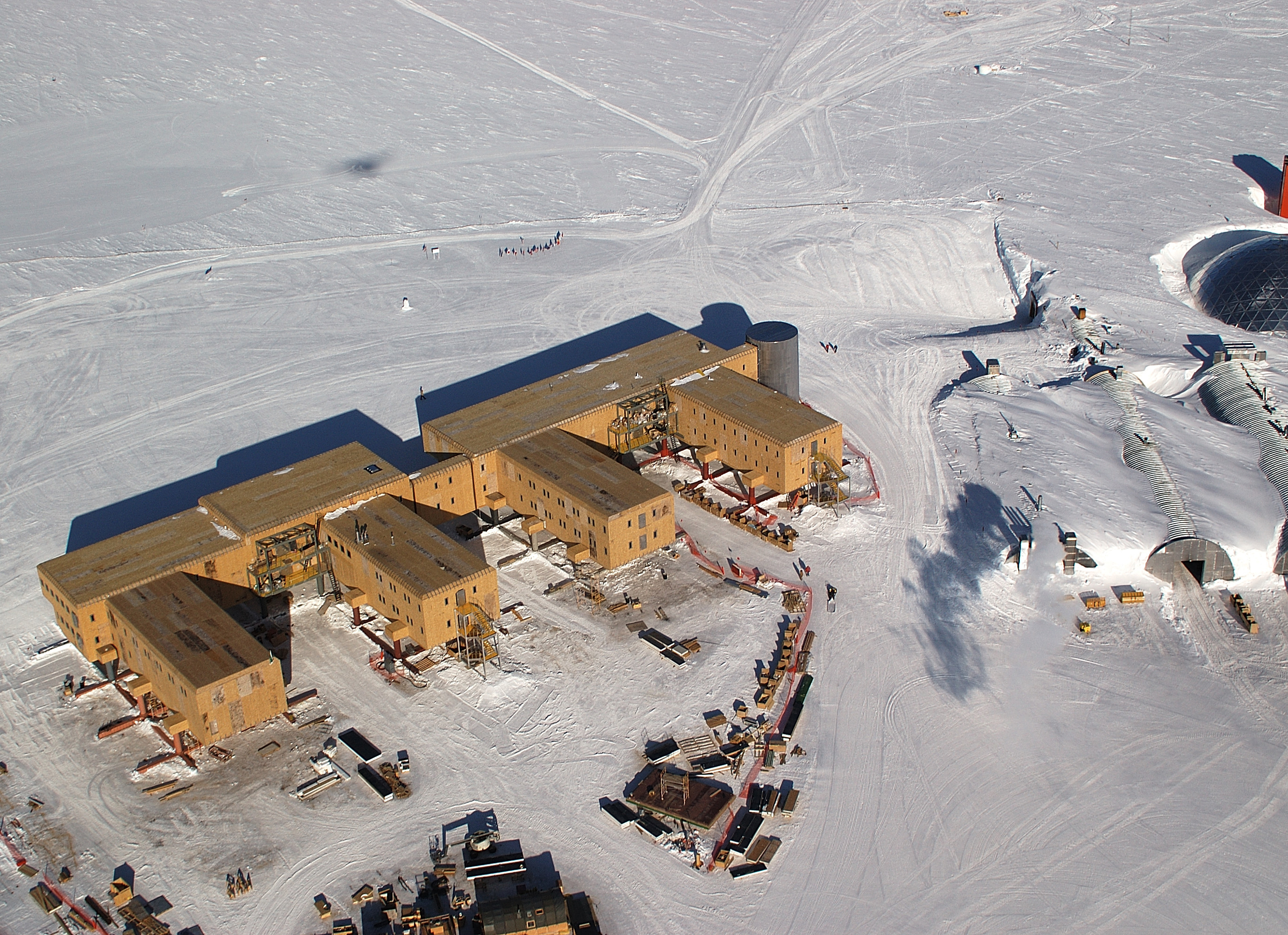
Luchtfoto van het nieuwe station in aanbouw (begin 2005), rechts is de Dome nog zichtbaar

Op het station wordt onder andere onderzoek gedaan naar:
- Glaciologie
- Geofysica
- Meteorologie
- Atmosfeer
- Astronomie (de South Pole Telescope)
- Geneeskunde

## Klimaat
De temperatuur varieert tussen −13.6 °C en −82.8 °C. Het jaargemiddelde is −49° C; De warmste maand is december met gemiddeld −28 °C. Juli is met een gemiddelde van −60 °C de koudste maand. Er valt per jaar 6 tot 8 centimeter neerslag, volledig in de vorm van sneeuw.